# Maura West
Maura Jo West, geboren als Maura Snyder (Springfield (Massachusetts), 27 april 1972), is een Amerikaans actrice. Ze speelde onder meer vijftien jaar lang Carly Tenney Snyder in de soapserie As the World Turns (april 1995 tot mei 1996, september 1997 tot september 2010). West werd hiervoor drie keer genomineerd voor een Soap Opera Digest Award en drie keer voor een Daytime Emmy Award, die zij twee keer won.
Na het einde van As the World Turns speelde West een rol in The Young and the Restless. Ze speelde Diane Jenkins, die reeds door twee andere actrices was gespeeld. Het was de bedoeling dat West deze rol langer zou spelen, maar na enkele maanden werd het contract beëindigd en volgde na een moord op Diane een whodunit-verhaallijn.
West was van 1995 tot en met 1999 getrouwd met Jonathan Knight, met wie ze één kind kreeg. Ze hertrouwde in 2000 met voormalige ATWT-medeacteur Scott DeFreitas, met wie ze vier kinderen kreeg. West heeft drie zonen en twee dochters.

## Filmografie
*Exclusief televisiefilms
- Come Back to Me (2014)

## Televisieseries
*Exclusief eenmalige verschijningen
- General Hospital - Ava Jerome (2013-2014, 105 afleveringen)
- The Young and the Restless - Diane Jenkins (2010-2011, 97 afleveringen)
- As the World Turns - Carly Tenney Snyder (1995-2010, 823 afleveringen)